# Laura Baginski
Laura Baginski (* 1980 in Benediktbeuern) ist eine deutsche Künstlerin.

## Leben und Werk
Laura Baginski studierte ab 2002 an der Hochschule für Gestaltung Offenbach, wo sie 2012 ihr Diplom bei Georg Hüter, Wolfgang Luy und Hans Zitko ablegte. In ihren Werken setzt sich die Künstlerin teils sehr explizit mit dem weiblichen Körper und der Vulva auseinander. Ihre Werke wurden in etlichen Texten besprochen, unter anderem von Jean-Christoph Ammann und Monika Gsell, die sich insbesondere der Betrachtung der Baubo widmet. Ihre auf Erfahrung von Weiblichkeit beruhenden Werke lassen sich dem spirituellen Feminismus zurechnen.
Ihre Werke werden regelmäßig in Gruppen- und Einzelausstellungen im gesamten Bundesgebiet präsentiert. 2010 erhielt sie den Preis für junge Künstler der Darmstädter Sezession und ist seither Mitglied der Vereinigung.

## Ausstellungen und Ausstellungsbeteiligungen (Auswahl)
- 2007 Kunst- und Ausstellungshalle Deutschland, Bonn
- 2012 Museum Giersch
- 2016 Neuer Kunstverein Aschaffenburg